# Løvernes Konge 2: Simbas stolthed
Løvernes Konge 2: Simbas stolthed (eng: The Lion King 2: Simba's Pride) er en amerikansk direkte-til-video animationsfilm fra 1998, som er produceret af Walt Disney Video Premiere og udgivet af Walt Disney Pictures. Filmen er efterfølgeren til Disneys Løvernes konge fra 1994 og udgør anden del af Løvernes konge-franchisen. Filmen er instrueret af Darrell Rooney, og er inspireret af William Shakespeares Romeo og Julie.
Filmen blev udgivet i USA i oktober 1998, og blev udgivet i Danmark i marts 1999.

## Handling
Filmen begynder, der hvor den sidste sluttede; præsentationen af Simbas nyfødte datter, Kiara. Da hun bliver ældre, løber hun konstant væk fra sine babysittere: Timon og Pumba, som gør alt hvad de kan for at holde styr på hende. En dag møder hun løveungen, Kovu, en unge af en gruppe stolte løver, som blev bortvist fra Kongesletten, da Simba blev konge, fordi de alle var loyale mod Scar. Efter at være tæt på at blive spist af krokodiller, begynder ungerne at lege sammen, indtil Simba og Kovus mor, Zira dukker op. Zira er desperat efter at tage hævn over Simba, men tør ikke gøre noget, og Simba sender Kovu og Zira bort.
Zira er nu endnu mere vred, og hun beslutter sig for at træne Kovu op til at blive en morder, så han engang kan dræbe Simba. Hendes plan er at Kovu skal blive venner med Kiara, så han kan komme tæt nok på Simba til at dræbe ham. I mellemtiden viser Kiara sin manglende lyst for at blive dronning over for Simba.
Imens Kovu og Kiara er unge voksne, udarbejder Zira en plan, der handler om at sætte Kongeklippen i flammer, når Kiara er på sin første jagt alene. Kovu redder Kiara fra den omspændende ild, og spørger bagefter om han må komme med i Simbas flok, da han påstår, at han er blevet bortvist fra sin egen flok, de Udstødte. Simba tillader ham at være med, da han ifølge Mufasas lov, står i gæld til Kovu, fordi han reddede hans barnebarns liv. Kiara introducerer nu den alvorlige Kovu til sjov, imens Rafikis plan om om at de skal finde sammen begynder at tage form, og de bliver forelskede i hinanden. Og det på grund af Kovus kærlighed til Kiara, der gør at han ikke kan dræbe Simba, det han ellers var sendt til Kongeklippen for at gøre. Det afsløres også Scar ikke er Kovus far, men en stor del af ham alligevel.
Kovu beslutter endelig at fortælle Kiara hans sande intentioner, men før han når at gøre det, kommer Simba og beder ham gå en tur med ham. Mens de går en tur på sletten, overfalder og sårer de Udstødte Simba. Kovus ældre bror, Nuka, dør i et forsøg på at dræbe Simba. Zira giver ham skylden og kradser ham over ansigtet, et ar, der ligner Scars fuldstændigt. Kovu benægter for første gang over for sin mor, og løber sin vej tilbage til Kongeklippen, hvor han bliver beskyldt for overfaldet på Simba og bortvist fra klippen. Kiara, der elsker Kovu meget højt, sniger sig om aftenen væk fra Kongeklippen og bliver genforenet med Kovu.
I mellemtiden kommer Zira og resten af de Udstødte til Kongeklippen i en endelig kamp om magten. Som de to flokke kæmper, ser det ud til at Ziras flok vinder, men så kommer Kiara og Kovu imellem dem. Simba bliver forvirret over at Kiara stopper kampen og hun forklarer, at selvom de to flokke ser forskellige ud, så er de ens. Vitani, Kovus søster, skifter herefter side, da det går op for hende at Kiara har ret, og snart følger resten af flokken med, og efterlader Zira til at kæmpe alene. Zira forsøger efterfølgende at dræbe Simba, men Kiara kommer imellem dem og får Zira skubbet ud over en skrænt med brusende vand under hende. Kiara tilbyder hendes hjælp, men Zira er for stolt til at tage Kiaras pote og hun falder i vandet. Nu bliver alle løvernes genforenet og Kiara, Kovu, Simba og Nala brøler alle sammen oppe på Kongeklippen.

## Medvirkende
| Rolle           | Engelsk version   | Dansk version            |
| --------------- | ----------------- | ------------------------ |
| Simba           | Matthew Broderick | Peter Jorde              |
| Kiara (barn)    | Michelle Horn     | Amalie Dollerup          |
| Kiara (voksen)  | Neve Campbell     | Mille Hoffmeyer Lehfeldt |
| Kovu (barn)     | Ryan O'Donohue    | Jasper Spanning          |
| Kovu (voksen)   | Jason Marsden     | Johnny Jørgensen         |
| Zira            | Suzanne Pleshette | Edith Guillaume          |
| Nuka            | Andy Dick         | Søren Ulrichs            |
| Nala            | Moira Kelly       | Pernille Højgaard        |
| Timon           | Nathan Lane       | Henrik Koefoed           |
| Pumba           | Ernie Sabella     | Lars Thiesgaard          |
| Vitani (barn)   | Lacey Chabert     | Annevig Schelde Ebbe     |
| Vitani (voksen) | Jennifer Lien     | Anne-Grethe Bjarup Riis  |
| Rafiki          | Robert Guillaume  | Peter Belli              |
| Zazu            | Edward Hibbert    | Peter Zhelder            |
| Mufasa          | James Earl Jones  | Aage Haugland            |
| Scar            | Jim Cummings      | Stig Hoffmeyer           |

I øvrigt medvirker i den danske udgave Donald Andersen, Jette Sievertsen, Annette Heick, Peter Holst-Bech, Vibeke Hastrup, Mads Lumholt

### Sange
- "Han er i dig" er en original sang sunget af: Mads Lumholt, Dorthe Hyldstrup, Lebo M og hans afrikanske kor. Sangen repræsenterer Kiaras fødsel.
- "We Are One"
- "Du og jeg" sunget af: Peter Jorde og Amalie Dollerup, Airborne
- "My Lullaby"
- "Min melodi" sunget af Edith Guillaume, Søren Ulrichs, Annevig Schelde Ebbe, Airborne
- "Upendi" sunget af: Peter Belli, Mille H. Lehfeldt, Johnny Jørgensen, Airborne
- "Not One of Us"
- "En af os" sunget af: Trine Dansgaard, Lena Brostrøm, Helle Henning, Dorthe Hyldstrup, Anders Ørsager, Mads Lumholt, Philip Knudsen, Peter Bom, Airborne
- "Kærlighed ka' gro" sunget af: Mille H. Lehfeldt og Johnny Jørgensen. Synges ved Kiara og Kovus første møde efter at Kovu er blevet bortvist, hvor de begge indser at de er forelskede i hinanden. Ligner sangen "Føl hvordan dit liv bli'r fyldt".